# José Vizcarra Nieto
José Alberto Vizcarra Nieto (Ilo, 16 marzo 1927 – Arequipa, 13 settembre 1976) è stato un cestista peruviano.

## Carriera
Con il Perù ha preso parte alle Olimpiadi del 1948 e ai Campionati mondiali del 1954.